# Abd al-Aziz al-Hakim

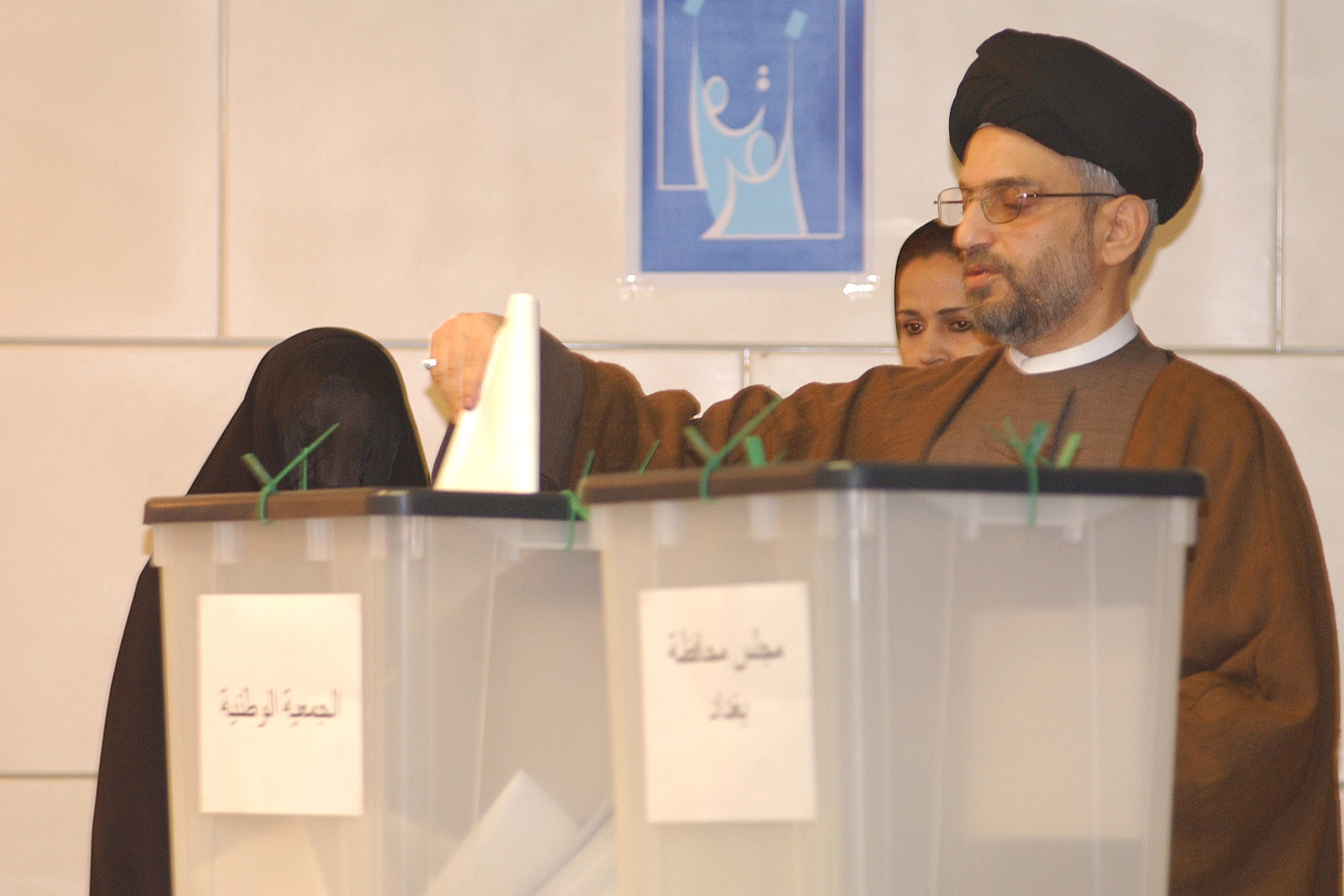
Abd al-Aziz al-Hakim

Abd al-Aziz al-Hakim sau Abdul Aziz al-Hakim, (arab. ‏عبد العزيز الحكيم‎; n. 1950 sau 1953 în Nadșaf – d. 26 august 2009 în Teheran) a fost un teolog șiit și aiatollah irakian. El a fost fiul marelui aiatollah Muhsin al-Hakim.
Aiatollah al-Hakim s-a opus politicii lui Saddam Hussein; din această cauză el a trebuit să părăsească Irakul, și s-a refugiat în Iran. Acolo va întemeia cu fratele său, marele aiatollah Muhammad Baqir al-Hakim, Consiliul suprem a revoluției islamice din Irak (SCIRI), un partid politic islamist, care avea ca scop principal înlăturarea de la conducere a lui Saddam Hussein.
După 23 de ani de exil, Abd al-Aziz al-Hakim a revenit din Iran și a devenit membru al guvernului provizoriu format cu ajutorul USA.
1. ↑  Iraq Shia leader dies of cancer (în engleză), BBC News Online[*], 26 august 2009
2. ↑  Abd al Aziz al Hakim, Encyclopædia Britannica Online, accesat în 9 octombrie 2017
3. ↑  „Abd al-Aziz al-Hakim”, Internet Movie Database, accesat în 23 iulie 2016